# Trojany (Dolní Dvořiště)
Trojany (německy Trojern) je malá vesnice, část obce Dolní Dvořiště v okrese Český Krumlov. Nachází se asi 1,5 km na severozápad od Dolního Dvořiště. Je zde evidováno 24 adres.
Trojany leží v katastrálním území Horní Kaliště o rozloze 7,72 km² a Trojany u Dolního Dvořiště o rozloze 2,5 km². V katastrálním území Trojany u Dolního Dvořiště je železniční stanice Rybník (dříve Certlov) na trati 196, původně se jednalo o nádraží a výhybnu s názvem Trojany (Trojern) na koněspřežné dráze České Budějovice – Linec. Nachází se zde památkově chráněný  památník  F. A. Gerstnerovi.

## Historie
První písemná zmínka o vesnici pochází z roku 1361. V Trojanech bývala na návrší Seníkový vrch (Heustadelberg) již ve 14. století tvrz, která byla opuštěna začátkem 17. století. Na jihu a západě byla tvrz chráněna předsunutou hrází a přírodním návrším, na východě a na severu příkopy a valy.